# Myoida
Myida
Ordre
Les Myoida ou Myida sont un ordre de mollusques bivalves pour la plupart fouisseurs de sédiments.

## Description et caractéristiques
Ces espèces ont des coquilles très modifiées qui n'enveloppent que partiellement le corps de l'animal. Les dents et ligaments sont très réduits, voire nuls. Le bord ventral du manteau est fusionné, sauf à l'endroit du pied. Les siphons sont longs et souvent fusionnés.

## Liste des super-familles
| Selon World Register of Marine Species (1er avril 2016) : ___ - super-famille Dreissenoidea Gray, 1840 - famille Dreissenidae Gray, 1840 - super-famille Myoidea Lamarck, 1809 - famille Corbulidae Lamarck, 1818 - famille Erodonidae Winckworth, 1932 - famille Myidae Lamarck, 1809 - famille Pleuromyidae Zittel, 1895 † - famille Raetomyidae Newton, 1919 † - super-famille Pholadoidea Lamarck, 1809 - famille Pholadidae Lamarck, 1809 - famille Teredinidae Rafinesque, 1815 - famille Xylophagaidae Purchon, 1941 - super-famille Pleuromyoidea Zittel, 1895 † - famille Ceratomyidae Arkell, 1934 † - famille Pleurodesmatidae Cossmann, 1909 † - famille Vacunellidae Astafieva-Urbajtis, 1973 † | Selon ITIS : - super-famille Anomalodesmacea Dall, 1889 - super-famille Gastrochaenoidea - famille Gastrochaenidae Gray, 1840 - super-famille Hiatelloidea J. E. Gray, 1824 - famille Hiatellidae Gray, 1824 - super-famille Myoidea Lamarck, 1809 - famille Corbulidae Lamarck, 1818 - famille Erodonidae Winkworth, 1932 - famille Myidae Lamarck, 1809 - famille Spheniopsidae Gardner, 1928 - super-famille Pholadoidea Lamarck, 1809 - famille Pholadidae Lamarck, 1809 - famille Teredinidae Rafinesque, 1815 |

## Galerie

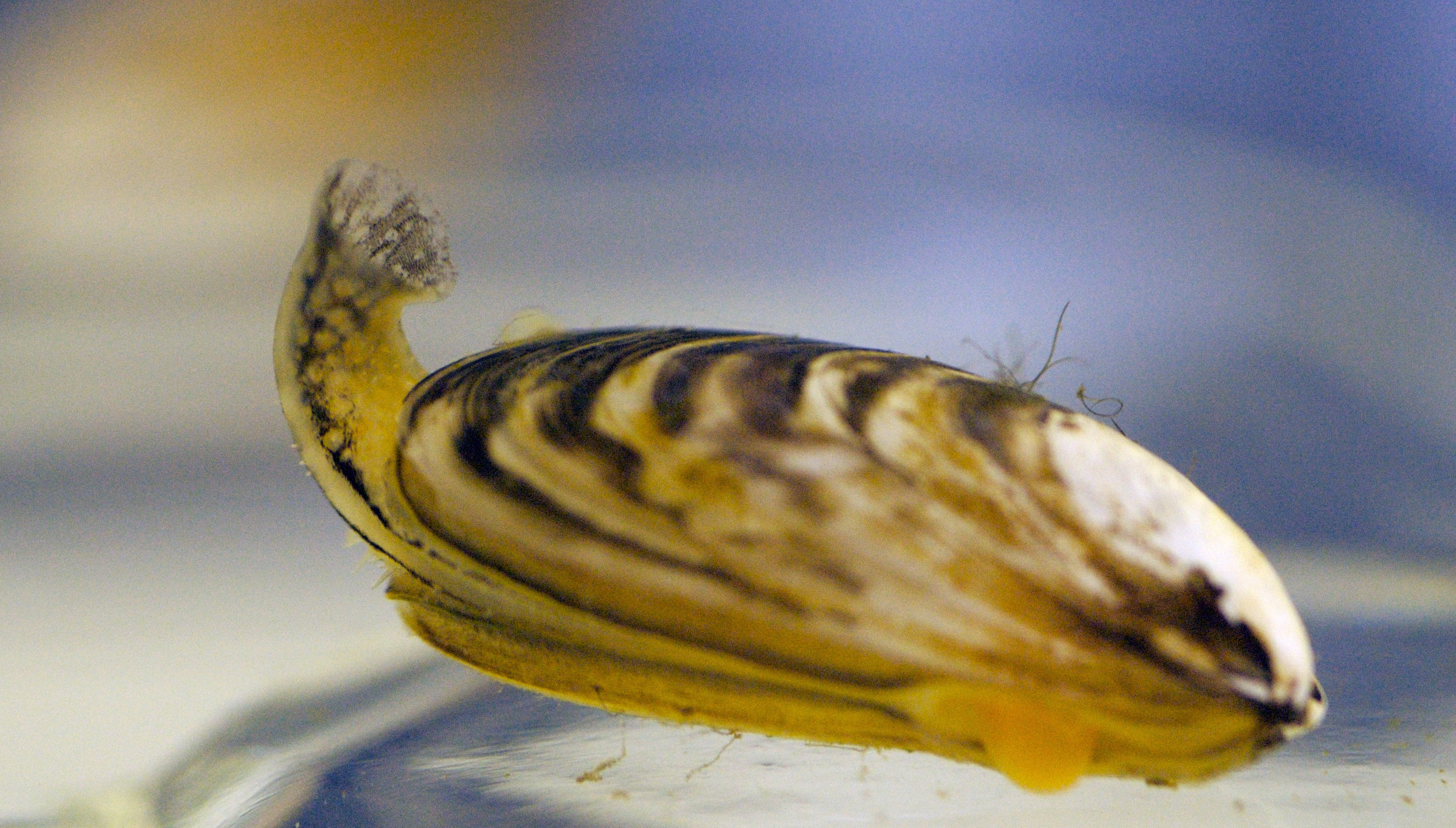
Dreissena bugensis, une Dreissenidae
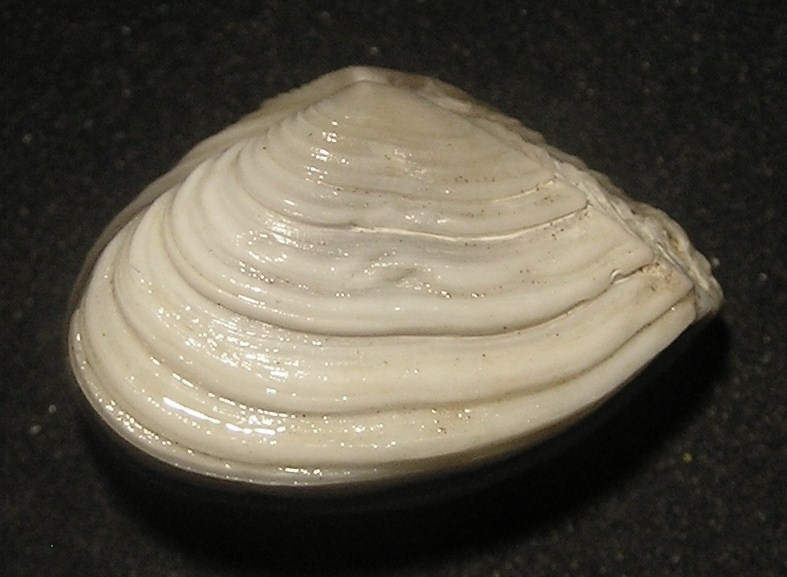
Corbula modesta, un Corbulidae
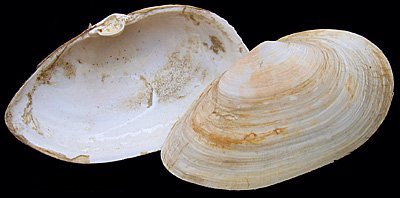
Mya arenaria, un Myidae
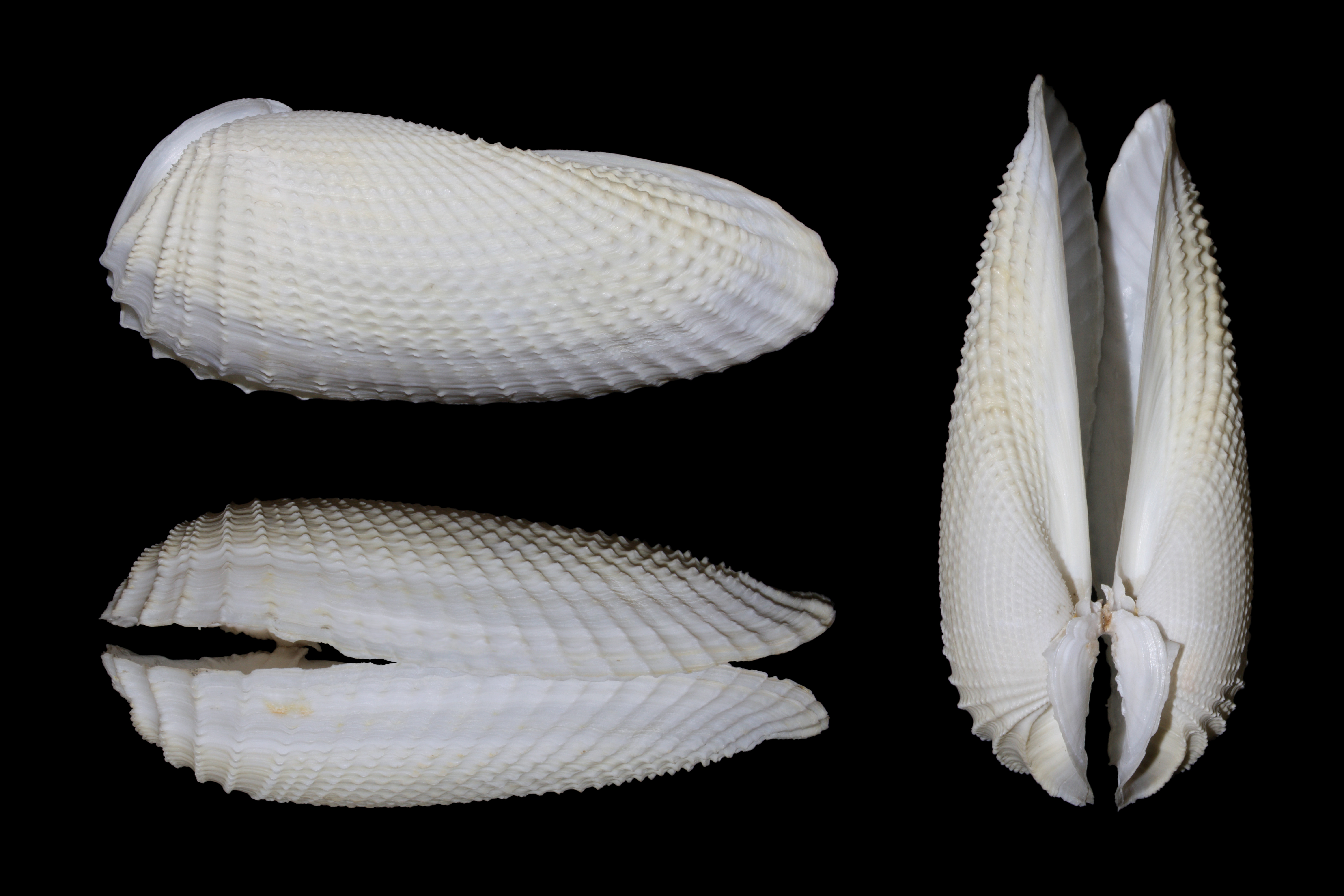
Cyrtopleura costata, un Pholadidae
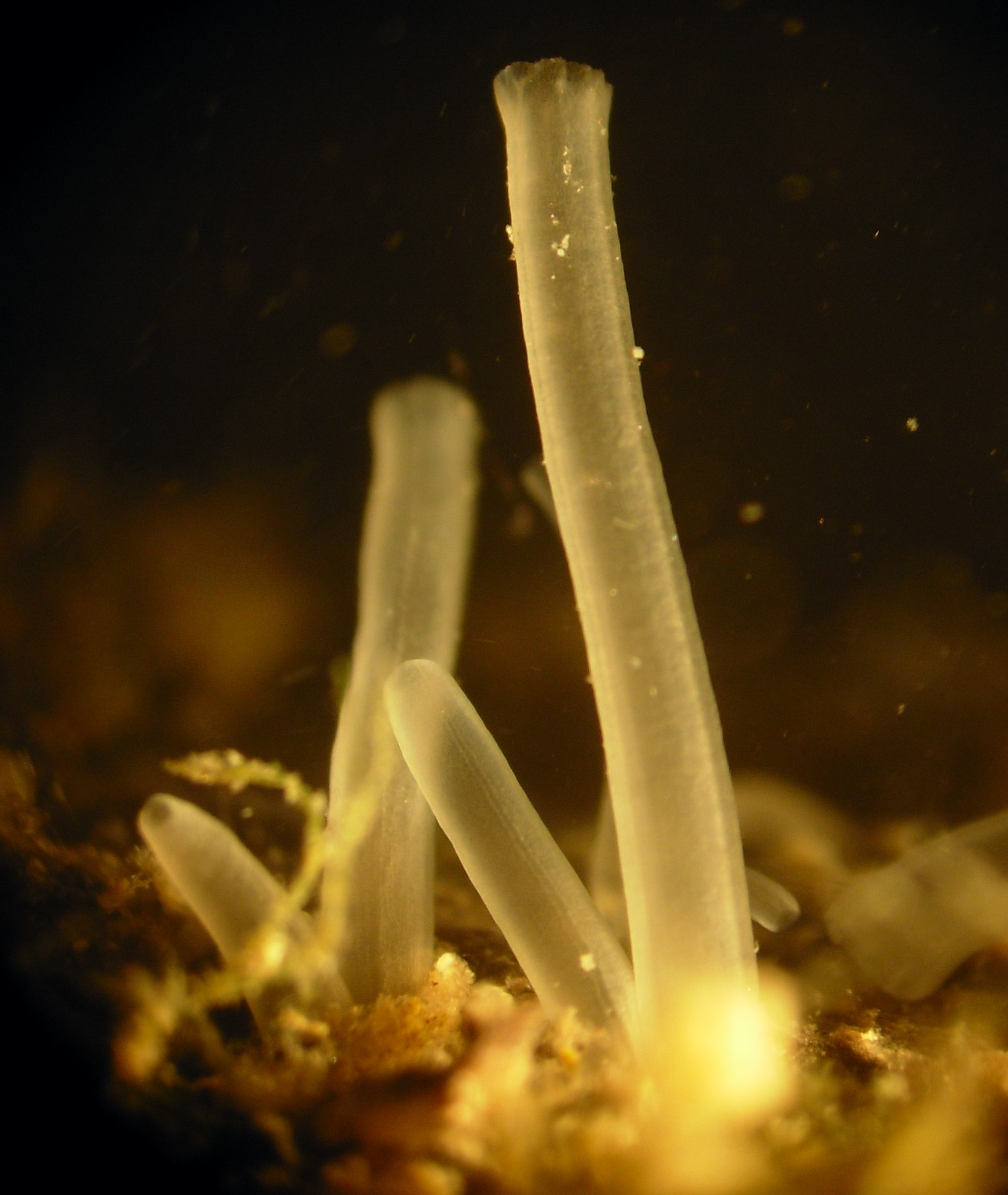
Siphons de Lyrodus pedicellatus, un Teredinidae